# Кампанофилия
Кампанофилия — область коллекционирования и изучения колоколов и декоративных колокольчиков.

## Объекты кампанофилии
К объектам кампанофилии относят все виды колоколов и колокольчиков, а также сопутствующие им предметы, например, дугу как часть упряжи, шлейфы колокольчиков-сонеток, блюда-подставки как часть приборных колокольчиков; предметы в виде колокольчиков — свечи, конфеты, бижутерию; произведения графики и живописи, и предметы с изображением на них колокольчиков.

## Этимология термина
Термин «кампанофилия» образован от campana (с лат. — «колокол») и philia (с др.-греч. — «любовь»).

## История кампанофилии
Коллекционирование колокольчиков в Европе началось в первой трети XX века в Великобритании, Германии и Франции. Большое распространение оно получило в США, где возникло в конце
XIX — начале XX века.

### США
В 1940 году в США был основан Национальный клуб коллекционеров колокольчиков (англ. The National Bell Collectors Club). В 1942 году организация запустила издание журнала The Bell Tower. С 1946 года стали проводиться ежегодные съезды в разных городах США. В 1948 году организация была переименована в Американскую колокольную ассоциацию (англ. American Bell Association; ABA). По данным на март 2016 года, число членов АВА составляло 687 человек.

### Россия

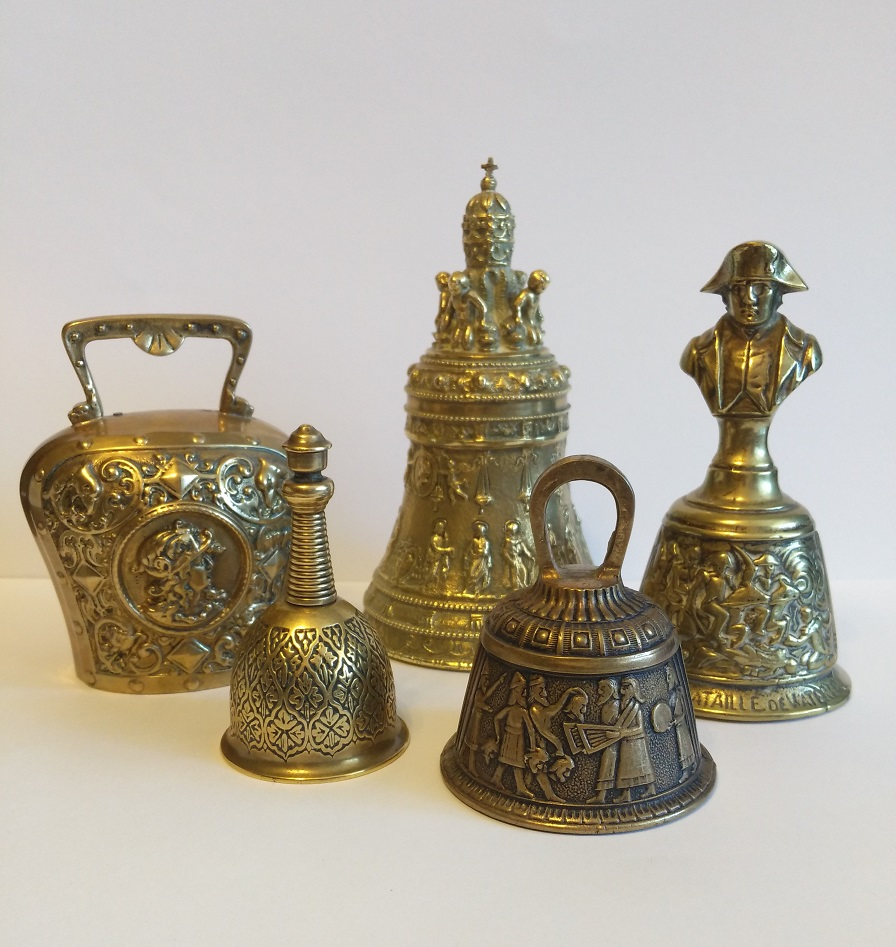
Бронзовые колокольчики

#### Дореволюционная коллекция А. М. Кованько
Самой знаменитой дореволюционной коллекцией является собрание бронзовых колокольчиков А. М. Кованько (1856—1919). В 1930-х годах семья передала её в Русский музей Ленинграда. В собрание фонда Государственного Эрмитажа вошло около 700 колокольчиков .

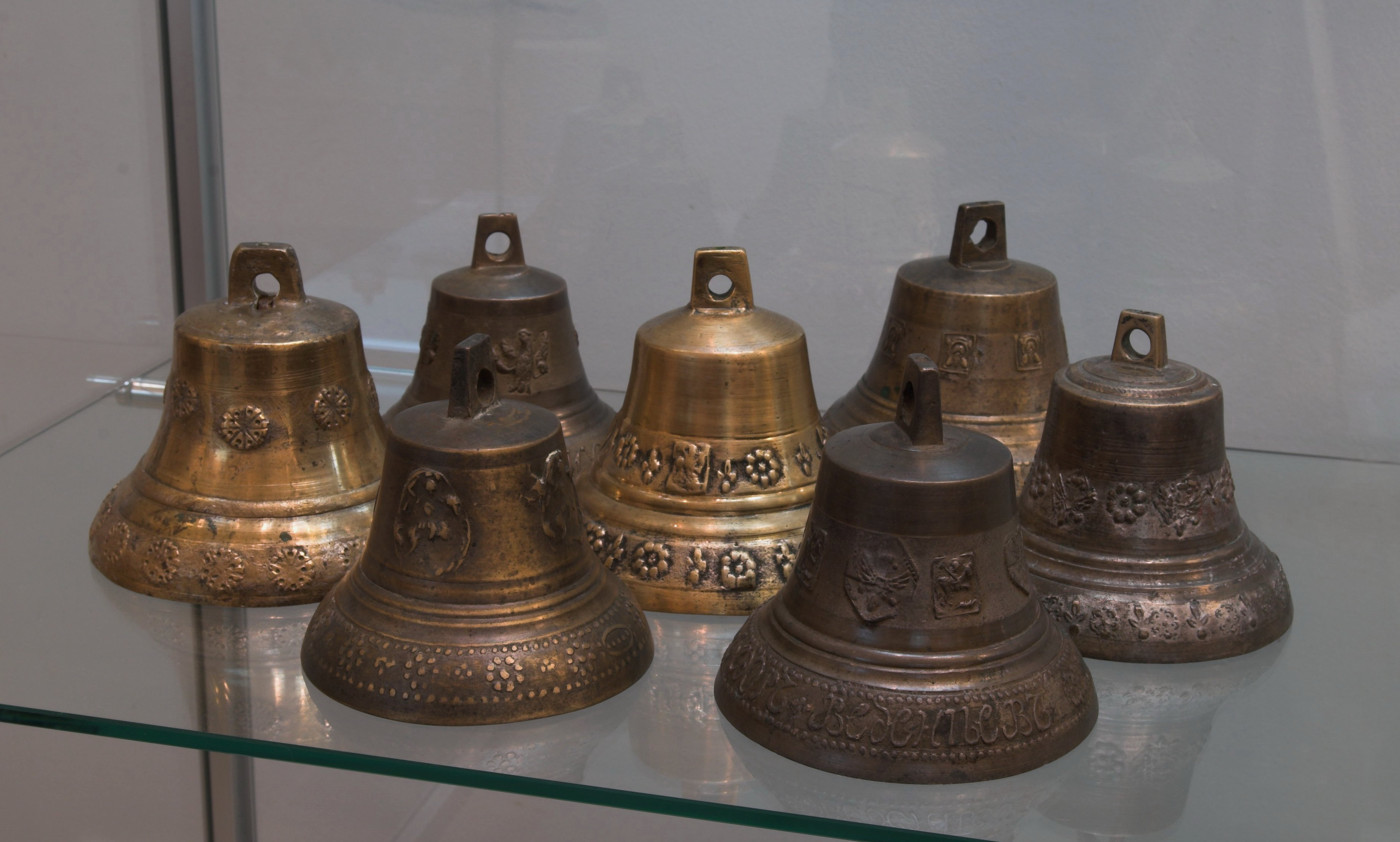
Дужные колокольчики

#### Дужные колокольчики

##### Термин и классификация
Единого термина, обозначающего «колокольчики под дугой», нет. Одни исследователи называют их ямскими (ямщицкими) или почтовыми, другие — поддужными или дужными. Каждое название подчеркивает свой аспект либо в происхождении, либо в способе использования этих предметов.
Основной источник информации для классификации дужных колокольчиков — надписи на них. Информация может включать:
- имя изготовителя и/или заказчика;
- место изготовления;
- место нахождения заказчика;
- дату изготовления.

Колокольчики бывают:
- с фразеологизмами или без них,

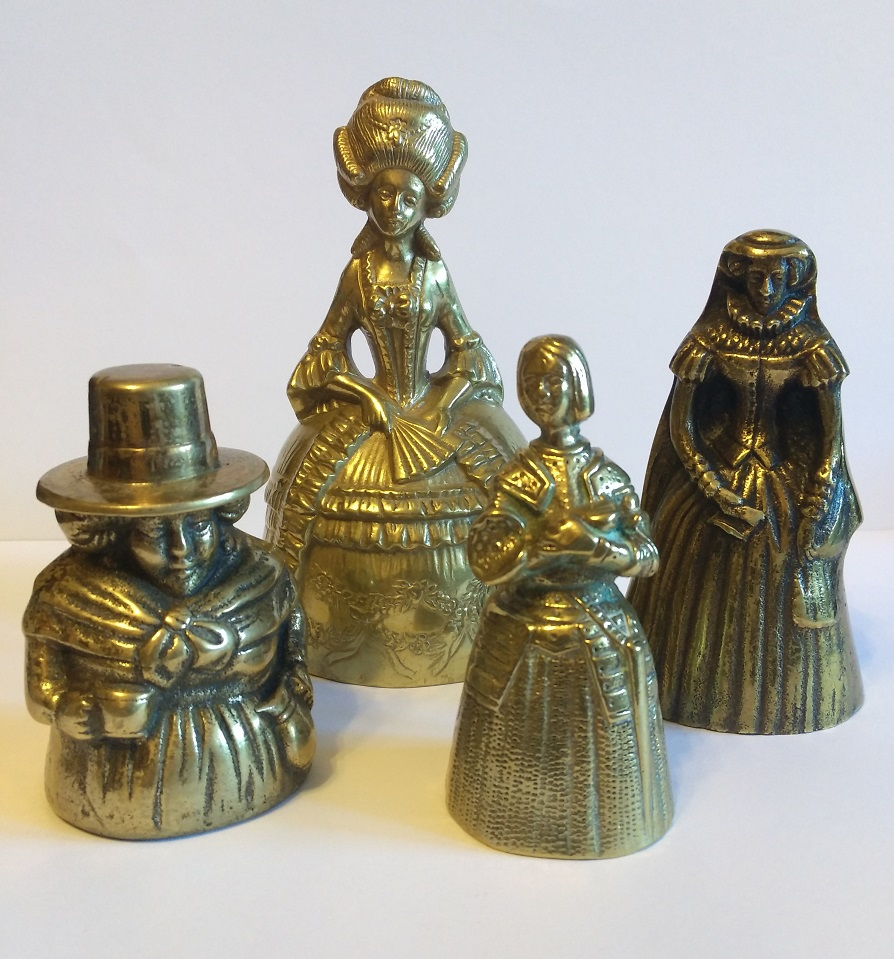
Колокольчики Lady Bells

- с декорами и/или орнаментами или без них.

##### Исследователи дужных колокольчиков
В Советском Союзе собирались коллекции дужных колокольчиков. Основоположниками их исследования были В. А. Ким, коллекция которого вошла в экспозицию Государственного музея-заповедника «Ростовский кремль»), А. К. Ганулич, И. А. Духин (1941—2005), Л. Л. Крайнов-Рытов, Н. Яковлева.
Среди более поздних коллекционеров-исследователей выделялись А. Глушецкий, А. Боев, В. Ефремов, В. Коркунов, О. Лавров, А. Рева, С. Сукач.

#### Новейший период
Как вид коллекционирования кампанофилия в России получила широкое распространение в 1990-х годах, когда стал бурно развиваться внутренний и внешний туризм и началось производство декоративных колокольчиков.

## Классификация колоколов и колокольчиков
Колокола и колокольчики делятся на:

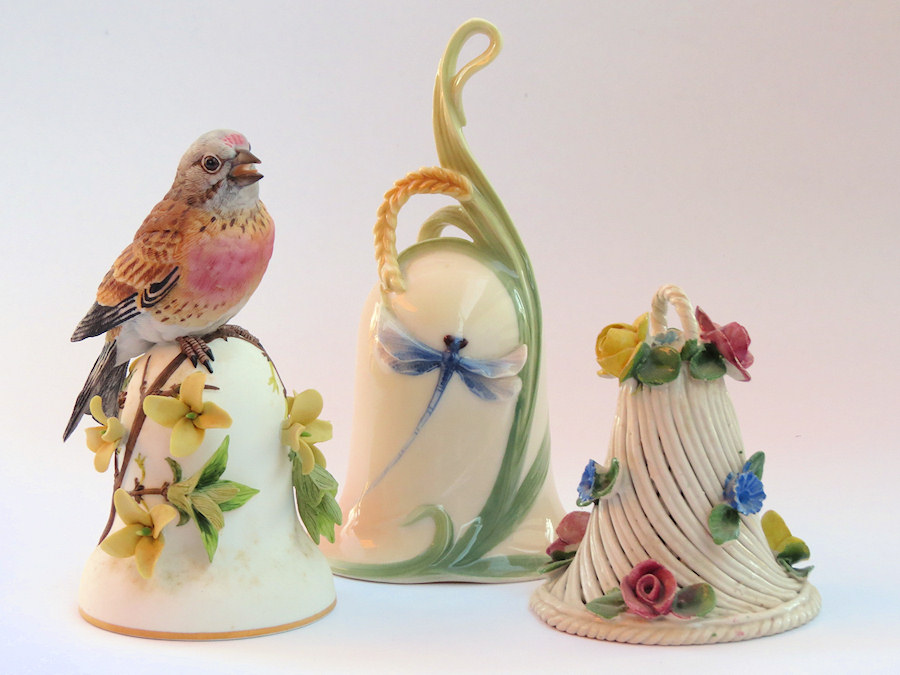
Фарфоровые колокольчики

- ритуальные — церковные, буддийские, индуистские, шаманские, ветряные;
- сигнальные — морские и навигационные (рынды, бакенные, маяковые), станционные, пожарные, театральные, трамвайные, ипподромные, применяемые на вагонетках на промышленных предприятиях и шахтах, спортивные гонги, рыбацкие, часовые;
- для животных (лошадей, слонов, верблюдов, собак, коров и т. д.) — ботала, ропотени, кутасы, бубенцы;
- вызывные — кабинетные, спальные, столовые, конторские, приборные как часть письменных (чернильных) приборов, настенные, дверные, механические[4];
- музыкальные инструменты;
- декоративные — авторские; колокольчики известных торговых марок, производственных компаний, мастерских; сувенирные.

Существуют колокола и колокольчики, которые уже не используются сейчас по своему прямому назначению. Среди сигнальных — это морские и навигационные, станционные, пожарные, трамвайные. Среди колокольчиков для животных — т. н. дужные, бывшие частью конной упряжи. Почти все вызывные колокольчики.
Наиболее распространенные в коллекционировании — декоративные колокольчики. Часто они выполняют и функцию украшения интерьера.

## Виды коллекций

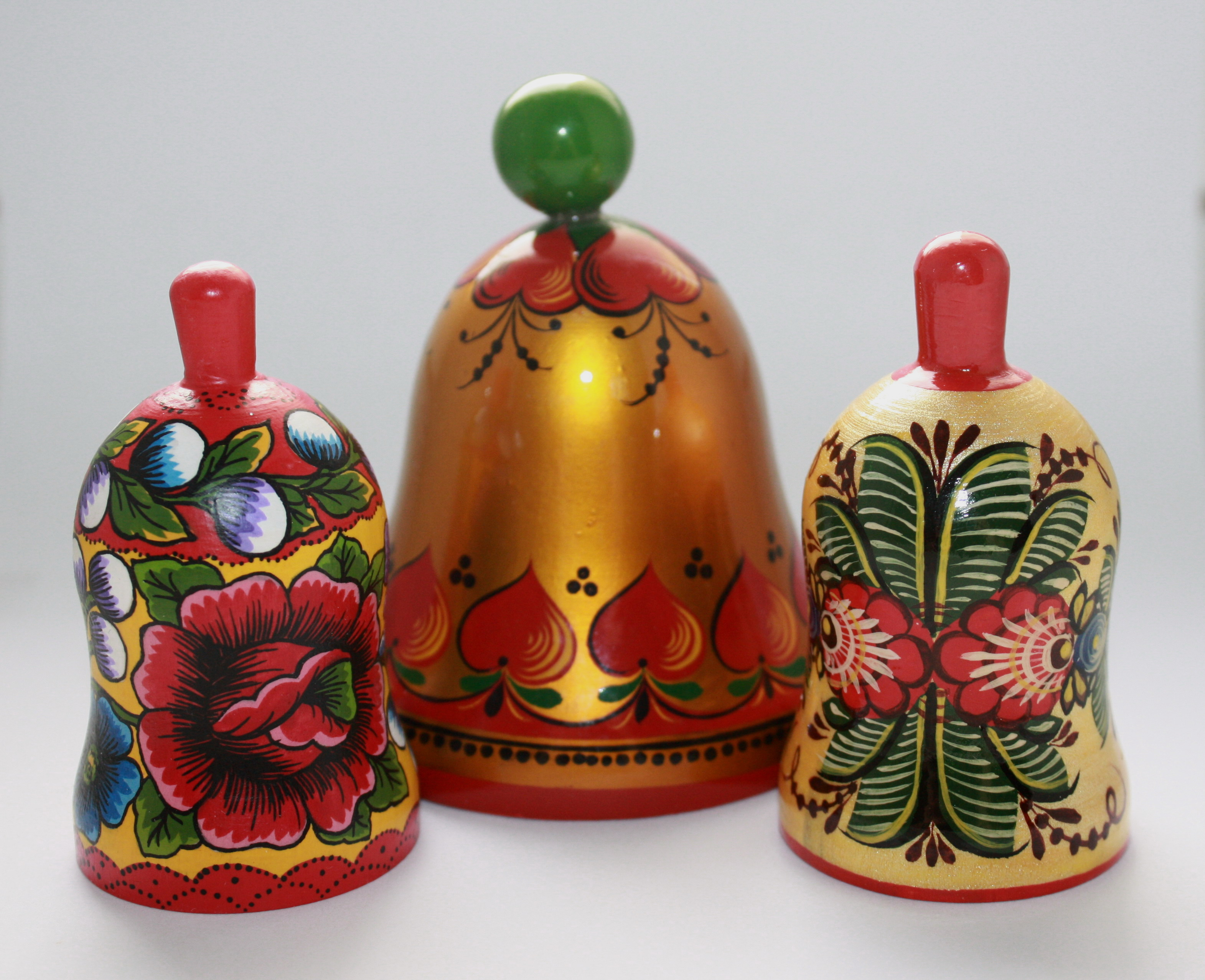
Деревянные колокольчики

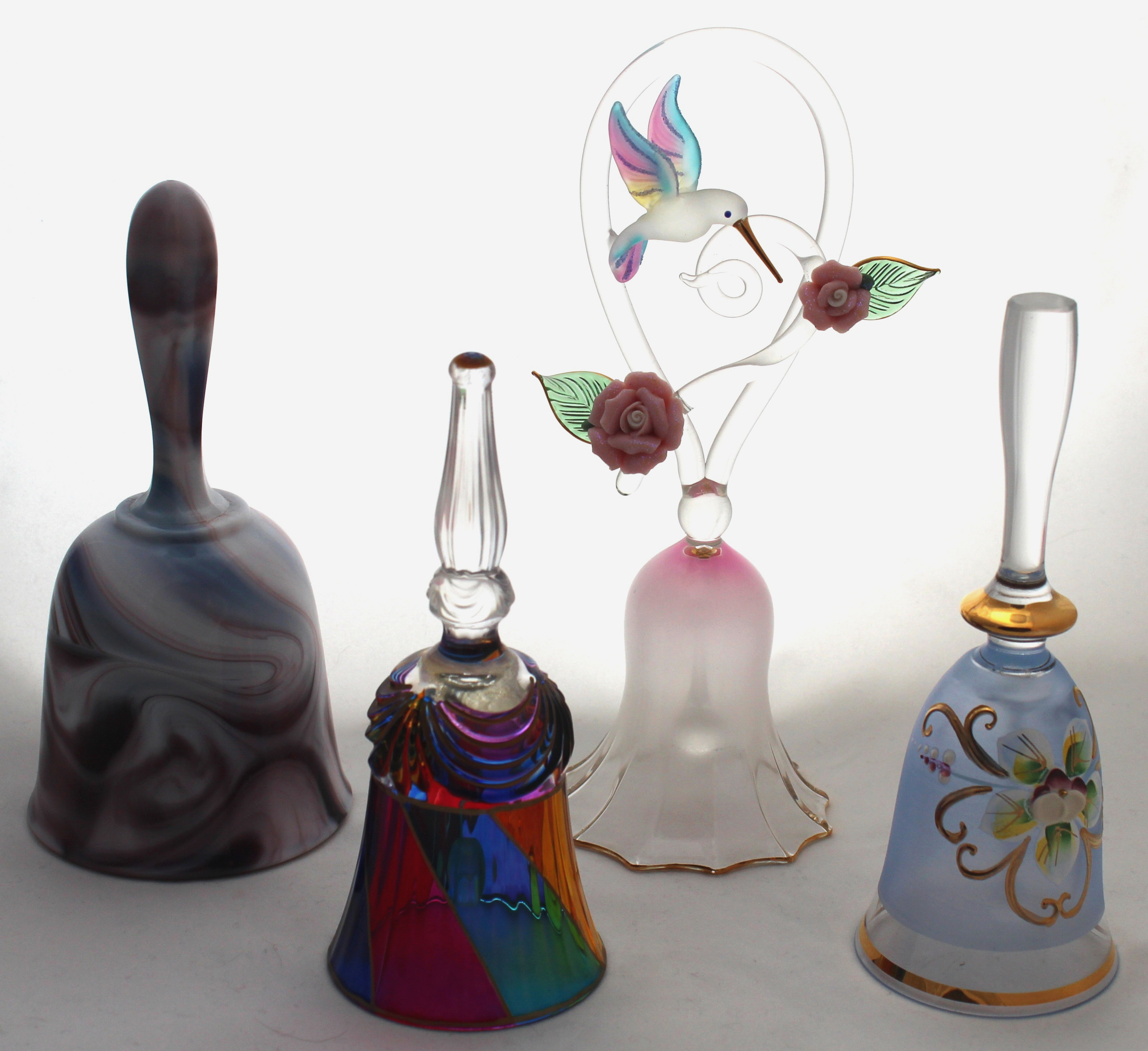
Стеклянные колокольчики

Наиболее доступным и потому самым распространенным предметом коллекционирования являются сувенирные колокольчики. Каждый из них в отдельности не представляет большой ценности, но собранные вместе, они становятся коллекционным материалом.
Авторские колокольчики изготавливаются как отдельными мастерами, так и компаниями. Они выпускаются в ограниченном количестве или в единственном экземпляре на заказ. Они отличаются большим стилевым и жанровым разнообразием и являются особо изысканным предметом собирательства. Ввиду невысокого качества звона некоторые из таких колокольчиков редко используются по прямому назначению и в основном применяются как украшения интерьера.
В коллекционировании и изучении колокольчиков можно выделить несколько аспектов:
- технологический (в том числе материаловедческий),
- исторический,
- искусствоведческий,
- литературоведческий,
- музыковедческий,
- страноведческий/краеведческий.

Коллекции декоративных колокольчиков делятся на:
- Смешанные (эклектичные)
- Тематические.

Выбор тем коллекционирования может быть обусловлен:
- сюжетом (новогодние, с изображением геральдических символов, флора, фауна, религия, архитектура и т. д.);
- материалом, из которого сделаны колокольчики (металл, керамика, стекло, дерево и т. д.);
- формой (в виде фигурок людей, т. н. Lady Bells, животных, предметов).

## Музейные коллекции
Очень многие российские музеи имеют в своих экспозициях коллекции колоколов и колокольчиков: дужных, ботал, декоративных и т. д. Ниже — список некоторых музеев.
| Музей                                                              | Местонахождение                      | Кол-во |
| ------------------------------------------------------------------ | ------------------------------------ | ------ |
| Государственный Исторический музей                                 | г. Москва                            |        |
| Государственный мемориальный музей Булата Окуджавы в Переделкине   | г. Москва                            |        |
| Государственный музей-заповедник «Ростовский кремль»               | г. Ростов Великий, Ярославская обл.  | 2300   |
| Государственный Эрмитаж                                            | г. Санкт-Петербург                   | 700    |
| Касимовский историко-культурный музей-заповедник                   | г. Касимов, Рязанская обл.           |        |
| Малые Корелы                                                       | Приморский район, Архангельская обл. |        |
| Музей колоколов                                                    | г. Москва                            |        |
| Музей колоколов                                                    | г. Валдай, Новгородская обл.         | 2000   |
| Самарский областной историко-краеведческий музей им. П. В. Алабина | г. Самара                            |        |
| Частный Музей «Музыка и время»                                     | г. Ярославль                         | 2000   |